# Nikolaus van Bueren
Nikolaus van Bueren (* etwa 1380; † 16. Mai 1445) war Dombaumeister am Kölner Dom. Sein Vorgänger war Andreas von Everdingen. Er trat zum ersten Mal 1413 urkundlich als lapicida (=Steinmetz) in Erscheinung. Ab 1424 wurde er als Dombaumeister genannt. Im Jahr 1425 erwarb er die Bürgerrechte. In einem Schied von 1433 wurde er als Claiws von Buere Werkmeister zerzyt zome doyme in Coelne genannt. Im gleichen Jahr heiratete er eine Aleid; die Ehe blieb kinderlos. 1437 ließ er die Glocken in den Südturm einhängen, dessen Turmhöhe damals 59 Meter erreicht hatte. 1443 Zunftbriefe für die Steinmetzen und Zimmerleute am Dom: Festlegung von Abgaben an den Domwerkmeister Claes bei Amtsübernahme eines Lehrgesellen oder Meisters. Sein Nachfolger als Dombaumeister Konrad Kuene van der Hallen († 28. Januar 1469) heiratete Nikolaus van Buerens Nichte Styngin. Sein Neffe Johann van Bueren war Stadtbaumeister und Erbauer des Gürzenich.